# 水野翔
水野 翔（みずの かける、1997年3月29日 - ）は、地方競馬・笠松競馬場に所属していた騎手。地方競馬教養センター騎手課程第92期生。
勝負服の柄は青、胴白格子じま、そで白・水色一本輪。神奈川県川崎市出身。血液型B型、身長157.9cm。

## 来歴
2014年3月31日付けで地方競馬騎手免許を取得し、ホッカイドウ競馬村上正和厩舎所属としてデビュー。ホッカイドウ競馬時代の勝負服は胴青・白十字たすき、袖白・青二本輪。所属厩舎の村上正和調教師が騎手時代に使用していたもの。
同年4月23日門別競馬第2競走C4-5条件戦でメイショウシキザキに騎乗し初騎乗（8頭立て5番人気8着）。同年5月5日門別競馬第2競走3歳以上C4-6条件戦をスマートアゲインで優勝（7頭立て1番人気）し、14戦目で初勝利。
2016年1月12日第30回全日本新人王争覇戦に出場し、第1戦で5着、第2戦で2着となり総合3位（10人中）。
同年11月14日から2017年1月13日まで笠松競馬場で期間限定騎乗を行う。笠松競馬での所属は笹野博司厩舎。
2018年1月4日、笠松競馬場（笹野博司厩舎所属）への移籍が発表された。同年4月26日笠松競馬第4競走C10条件戦をスマートリンクで優勝（8頭立て4番人気）し、1674戦目で地方競馬通算100勝達成。
2019年6月4日から8月31日までの短期騎手免許の交付をマカオジョッキークラブから受けた。同年6月9日に海外初騎乗。同年6月29日にサマートロフィー（マカオG2）をFasubaで優勝し、マカオでの初勝利を重賞制覇であげた。
2020年10月22日、第10回笠松競馬3日目第1競走サラ系C22組条件戦をマカレナダンスで優勝（9頭立て3番人気）し、地方競馬通算300勝達成。
2021年1月、ミス東スポ2020の空条のんとの結婚を発表。
2021年8月頃に騎手を引退した。

## 主な騎乗馬
- Fasuba（2019年マカオ・サマートロフィー）
- タイセイプレシャス（2021年白銀争覇）

## 不祥事
- 2021年4月21日、岐阜県地方競馬組合は笠松競馬場における複数の騎手・調教師による競馬法違反の事案に対して、「競馬の公正を害する行為等を知ったにもかかわらず報告を怠った」として水野を含めた9名の騎手に戒告処分を下した[13][14]。詳細は「笠松競馬場」参照。
- 上記の事案の調査のために笠松競馬が開催自粛となっていた2021年3月、水野はSNS上で元川崎競馬所属騎手の瀧川寿希也が実施した懸賞に応募して当選したとして10万円を受領した[15]。この行為が「競馬の公正を害する恐れがある者から金品の贈与を受けてはならない」との組合規則に抵触するとして、2021年5月25日に岐阜県地方競馬組合は水野に対して15日間の騎乗停止処分を下した[15]。